# Teleogryllus natalensis
Teleogryllus natalensis är en insektsart som beskrevs av Otte, D. och Cade 1983. Teleogryllus natalensis ingår i släktet Teleogryllus och familjen syrsor. Inga underarter finns listade i Catalogue of Life.